# すみれこ
すみれこ（sumireco、5月8日 - ）は、日本のモデル、歌手。神奈川県横浜市出身。Office Sumirecoに所属。「菫子」、「Sumireco」と表記することもある。

## 人物
モデル活動をメインとして、歌手、映像プロデュースを行う。写真集を楽天ダウンロード、ネットアイドルファクトリー、d-photobook、LipsPhoto、Sumirecoブランドなどで発表。

## リリース作品

### 書籍写真集
2007年
- Suite of Violet、RONDO 輪舞曲、Toccata e Fuga、時間のかけら、メヌエット、時間の悪戯、時間の迷宮

2008年
- 時間の鏤刻、時間の軌道、時間の密度

2009年
- 時間の楽園、時間の絆、時間の扉、mazurek、倉敷時間、歪んだ時間、DOLCE

2010年
- 時間の裏側、時間の石路、時間の雫、ラプソディー&カプリッチョ、ファンタジア
- Katharsis

2011年
- 時間の階、Partita、レクイエム、Crossover、無限旋律、時間の礎、ミュゼット、いつか･･･逢える、refrain、Une Sonate Rouge、時間の隧道、時遊時間

2012年
- crescendo、プレリュード、光の輪舞曲、恋の輪舞曲、幻の輪舞曲、妖の輪舞曲、ゆらめき行進曲

2013年
- 時間の門、尾道抒情歌、時間の旋律、夢影ワルツ、波音、わらべ唄、花恋歌、時間のまやかし、gavotte、Sonnet

2014年
- bel canto、時間の立体交差、dal segno

2015年
- Invention、melancolia、残響、fermata

2016年
- cadenza、encore、ゆらぎ

### デジタル写真集
2009年
- 時間悠泳シリーズ、時間の楽園 DVD、瀬戸内時間VOl.01

2010年
- 瀬戸内時間VOl.02

2011年
- フェアリーブルー、楽園のハーモニー、いつか･･･逢える、時間悠泳Vol.5、時遊時間

2012年
- Colorful Park

2013年
- 寝込み系アイドル寝込んドル！

### コスプレ写真集 めたもるふぉ～ぜ♪
- Vol.01 伊藤雪乃、Vol.02 宮本ゆき、Vol.03 愛川桃音、Vol.04 田中カヨ、Vol.05 鳳ひかる、Vol.06 ひな、Vol.08 HIKARU、Vol.09 碓氷光子、Vol.10 愛桜、Vol.11 Natsumi

### 映像作品
2009年
・永遠色 -Towairo-、夏の思い出
2010年
・夏の思い出2010、幻影
2015年
「AO」

### アリスシリーズ
- 一人ぼっちのアリス、ふたりのアリス、浪花のアリス、大和撫子アリス、プリンセス☆アリス、デリシャス★アリス、ユリスinワンダーランド、妖精アリス、アイドル★アリス、Lasting Alice

### イノセントシリーズ
- 夢色・すみれ色、なな色童話、My Sweeｔ'ｓ、お・い・し・い週末、一番星★きーらきら。（2010年）

### 音楽作品
- 幻影
- 「ＡＯ」（カバー）

### Vシネマ
- 一生一緒、夢の汀（2009年）

### D-PHOTOBOOK作品
- Solitude、夏色のシンフォニー、波際のコンチェルト、虹色の円舞曲

### ネットアイドルファクトリー
2006年
- 「ラプソディー＆カプリッチョ」「ファンタジア」

2007年
- 「Nostalgia」「アルマンド」「Suite of Violet」 「ノクターン」 「RONDO 輪舞曲」 「時間のかけら」
- 「Toccata e Fuga」「メヌエット」「時間の悪戯」「時間の迷宮」

2008年
- 「時間の鏤刻」「時間の軌道」 「katharsis」「Time Leap」「時間の密度」「ディヴェルティメント」

### ぶんか社
2008年
- 「鉄道と彼女」

### LipsPhoto
2009年
- 「迷誘果Part1」「迷誘果Part2」

### オフィシャルHPギャラリー作品
2010年
- 童心

2011年
- 懐古、潮騒、落葉、秋実、木温、陽気な街

2012年
- 迷宮、2012桜花、藤色の時、レトロモダン、山間、アジト、街中、レトロモダン2

2013年
- 「誰そ彼」、森のコテージ、ハスラーごっこ、ホワイトガーデン、オイラ花魁、暗いプール、太陽と月とうつろひと

2013年
- bel cant、廃墟の山、神社少女

2014年
- 青色

2015年
- 藤雫、風雅、静的AO

2016年
- 夏蔭

## 出演
TV
- 「草の時 風の場所」（2008年、衣笠竜屯監督明石ケーブルテレビ）

映画
- 「happy plan, happy end」（2008年、北得紘樹監督）
- 「ハイイロ」（2009年、森山大樹監督）
- 「ジェネラル・ルージュの凱旋」（2009年、中村義洋監督、東宝）
- 「どうしようもない恋の唄」（2009年、安田瑛己監督）

Vシネマ
- 「一生一緒」（2009年、黒川勝生監督）
- 「夢の汀」（2009年、川合良直監督）